# 卡斯塔利亞 (北卡羅萊納州)
卡斯塔利亞（英語：Castalia）是一個位於美國北卡羅萊納州納什縣的城鎮。

## 人口
根據2020年美國人口普查的數據，卡斯塔利亞的面積為1.95平方千米，皆為陸地。當地共有人口264人，而人口密度為每平方千米135人。